# Elisabeth Albertine von Anhalt-Dessau

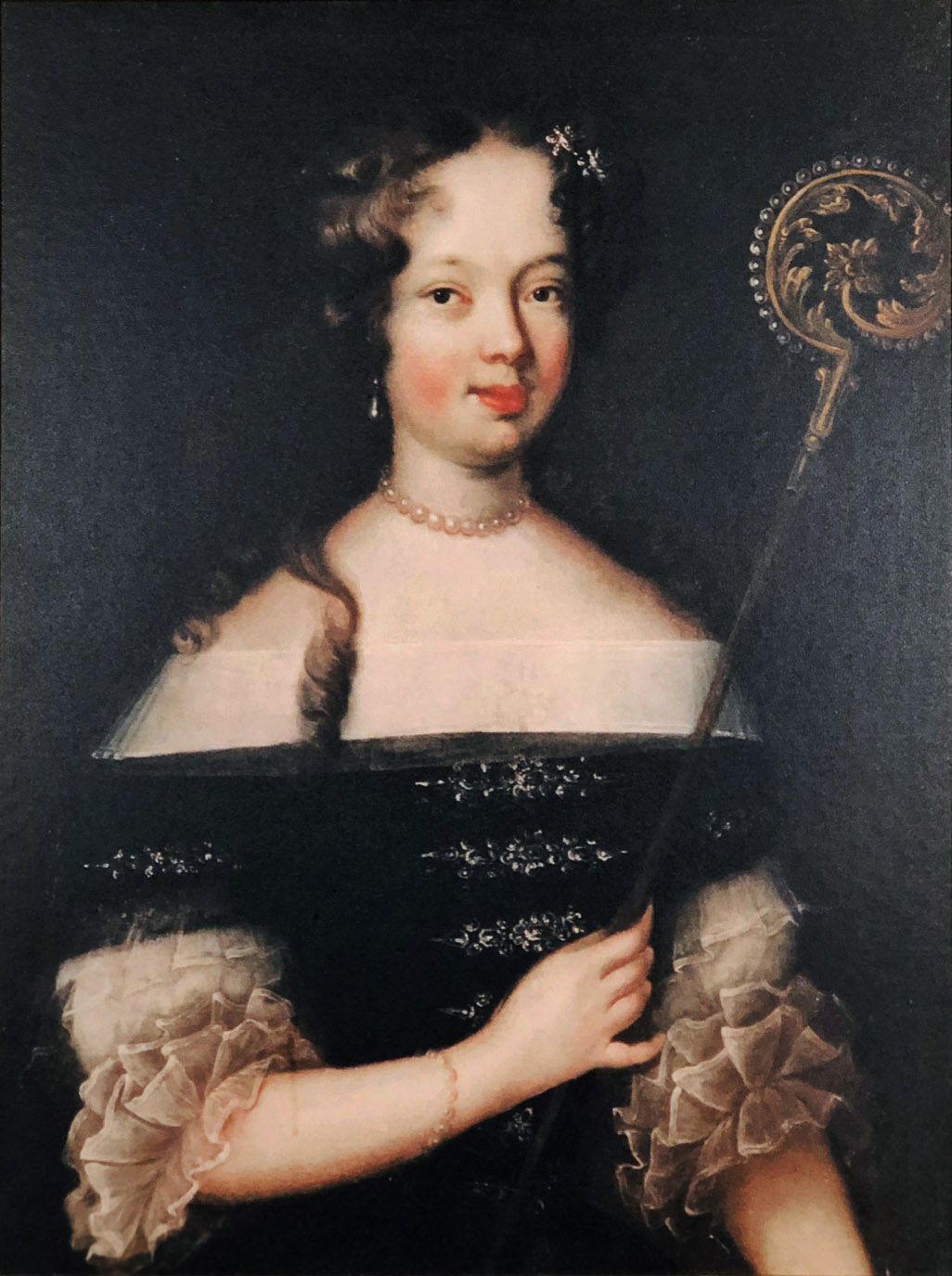
Elisabeth Albertine von Anhalt-Dessau als Äbtissin zu Herford mit Krummstab, Gemälde um 1680–85, heute Städtisches Museum Herford

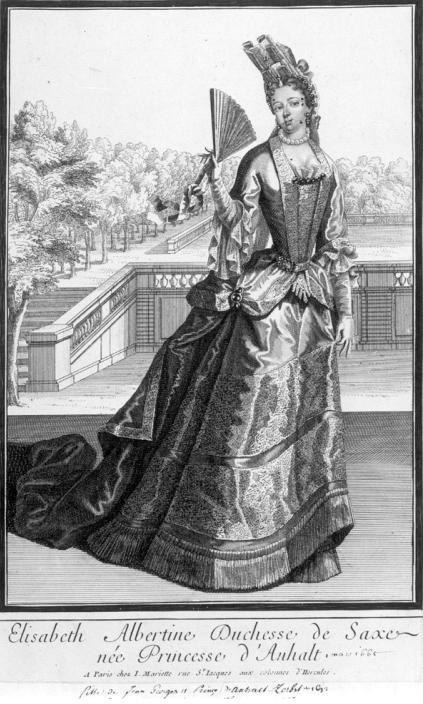
Elisabeth Albertine von Anhalt-Dessau als Herzogin von Sachsen-Weißenfels-Barby mit Fontange und Fächer; zeitgenössischer Stich nach 1686

Elisabeth Albertine (auch Albertina) von Anhalt-Dessau (* 1. Mai 1665 in Cölln an der Spree; † 5. Oktober 1706 in Dessau) war Prinzessin von Anhalt-Dessau aus dem Hause der Askanier sowie als Elisabeth IV. Äbtissin des Stifts Herford und später durch Heirat Herzogin zu Sachsen-Weißenfels-Barby.

## Familie
Elisabeth Albertine war die vierte Tochter des Fürsten Johann Georgs II. von Anhalt-Dessau aus dessen Ehe mit Henriette Catharina von Oranien-Nassau, Tochter des Fürsten Friedrich Heinrich von Oranien, dem Statthalter der Vereinigten Niederlande. Sie wurde auf Betreiben ihres Vaters als 15-Jährige zur Reichsäbtissin des Stifts Herford gewählt, wodurch dieser seine Tochter versorgt wissen und sich zugleich Einfluss auf den Herfordschen Anteil an der Kuriatstimme des Rheinischen Reichsprälatenkollegiums sichern wollte. Um Herzog Heinrich von Sachsen-Barby heiraten zu können, schied sie bereits 1686 wieder als Äbtissin aus, wobei sie jedoch zahlreiche Herforder Künstler und Kaufleute ebenfalls zu einem Umzug nach Barby beeinflusste.
Elisabeth Albertine starb am 5. Oktober 1706 41-jährig zu Dessau und wurde in der neuen Familiengruft auf Schloss Barby bestattet.

## Ehe und Nachkommen
Ihre einzige Ehe schloss sie am 30. März 1686 in Dessau mit Heinrich, Herzog zu Sachsen-Weißenfels-Barby, Sohn Augusts, Herzog von Sachsen-Weißenfels, aus dessen Ehe mit Anna Maria von Mecklenburg-Schwerin.
Sie gebar ihm folgende Kinder:
- Johann August (* 28. Juli 1687 in Dessau; † 22. Januar 1688 in Dessau), Erbprinz von Sachsen-Weißenfels-Barby
- Johann August (* 24. Juli 1689 in Dessau; † 21. Oktober 1689 in Dessau), Erbprinz von Sachsen-Weißenfels-Barby
- totgeborene namenlose männliche Zwillinge (*/† 1690 in Dessau)
- Friedrich Heinrich (* 2. Juli 1692 in Dessau; † 21. November 1711 in Den Haag), Erbprinz von Sachsen-Weißenfels-Barby
- Georg Albrecht (1695–1739), 2. Herzog von Sachsen-Weißenfels-Barby ⚭ Auguste Luise von Württemberg-Oels
- Henriette Marie (* 1. März 1697 in Dessau; † 10. August 1719 in Weißenfels), Prinzessin von Sachsen-Weißenfels-Barby
- totgeborene namenlose Tochter (*/† 5. Oktober 1706 in Dessau), Prinzessin von Sachsen-Weißenfels-Barby